# Kygo
Kygo (prononcé en norvégien : [kyːɡuː], en anglais : [kaɪɡoʊ]), de son vrai nom Kyrre Gørvell-Dahll, né le 11 septembre 1991 à Singapour, est un DJ, musicien, auteur-compositeur et producteur norvégien. Il est notamment connu pour ses compositions Firestone ft. Conrad Sewell en 2014, Stole the Show feat. Parson James en 2015 et It Ain't Me ft. Selena Gomez en 2017. En 2015, il est classé 33e au DJ Mag Top 100 DJ puis 26e l'année suivante.

## Biographie

### Jeunesse et débuts (1991–2014)
Kygo commence à prendre des leçons de piano à six ans. Puis il arrête vers 15 ou 16 ans et commence à produire de la musique avec Logic Studio et un clavier MIDI tout en regardant plusieurs tutoriels sur YouTube. Après avoir écouté Seek Bromance d'Avicii, il prend la décision de se lancer dans la composition de musique électronique alors qu'il est à mi-chemin pour un diplôme en affaires et de la finance à l'Université Heriot-Watt d'Edimbourg en Écosse.
Tout commence pour lui à la suite de sa reprise de Let her go de Passenger, puis  Sexual Healing de Marvin Gaye, et enfin celle de I See Fire de Ed Sheeran. Après l'écoute et le visionnage de ses morceaux à plus de 80 millions de vues, Kygo est contacté par Avicii et Chris Martin pour composer des reprises officielles de leurs morceaux. Il apparait en première partie d'Avicii au Findings Festival d'Oslo en 2014. Le 19 septembre 2014, il est confirmé comme remplaçant d'Avicii au festival TomorrowWorld le 26 septembre 2014, à cause des problèmes de santé de ce dernier. Dans une interview publiée par le magazine Billboard, il évoque ses reprises pour Diplo et Coldplay, et sa future tournée nord-américaine.
En juillet 2014, Kygo en partenariat avec la marque Electric Family, produit un bracelet avec son logo pour laquelle 100 % des recettes sont reversées à la sensibilisation au cancer du sein. Dans ce même mois, il a signé un contrat de label avec Sony  et Ultra Records  après avoir été convoité par les principaux producteurs de musique électronique. Son manager Myles le soutient et organise tous les concerts de Kyrre, et se charge de toutes les logistiques. Ce contrat et l'engouement pour sa musique placent Kygo comme l'un des artistes en vogue de la musique électronique,. Sa reprise du titre I See Fire d'Ed Sheeran est jouée plus de 31,2 millions de fois sur SoundCloud. Le nombre total d'écoutes et de visionnages de sa musique et ses vidéos dépasse les 80 millions sur SoundCloud et YouTube. Il se voit alors proposer par le chanteur de Coldplay, Chris Martin, de faire une reprise du titre Midnight,.

### Premiers succès (2014–2017)
Son premier single, Firestone, est publié en décembre 2014. C'est avec cette chanson qu'il rencontre son premier succès[réf. souhaitée]. En février 2015, sa chanson ID est présentée dans le trailer officiel pour l'Ultra Music Festival[source secondaire souhaitée]. La même piste est également en vedette sur FIFA 16, un jeu vidéo publié par EA Sports[réf. souhaitée]. En août 2015, Kygo joue au Lollapalooza de Chicago, un des grands festivals de musique dans le monde.
Il sort le tube Stole the Show en mars 2015. Le 4 décembre 2015, Kygo sort un nouveau single : Stay. Ces tubes aux sonorités electro et tropical house tels que Firestone (feat. Conrad Sewell) et Stole the Show (feat. Parson James) lui ont permis de toucher un plus large public dès 2014[réf. souhaitée], de vendre plus de six millions de singles en 2015[réf. nécessaire]. Spotify le décrit comme la révélation de l'année 2015 atteignant un milliard d'écoutes[source secondaire souhaitée].
En février 2016, Kygo continue la promotion de son premier album Cloud Nine avec la mise en ligne du clip Stay, un titre qu'il partage avec Maty Noyes. Le titre affiche plus de 50 millions de streams. Le 6 mai 2016, le groupe Fifth Harmony dévoile la première chanson de leur nouvel album 7/27, Write on Me produit par Kygo.
En février 2017, il sort un nouveau morceau intitulé Cruise, utilisé comme bande son dans le film Cinquante nuances plus sombres. Début février 2017, Kygo dévoile deux singles qui feront partie de son prochain album, It Ain't Me en collaboration avec Selena Gomez et First Time avec l'anglaise Ellie Goulding.

### Deuxième album (2018–2019)
Le 15 septembre 2017, Kygo sort un remix du nouveau single de U2, You're the Best Thing About Me sur Ultra Music. La même année sort son album Kids In Love. Le 15 juin 2018, il collabore avec le groupe Imagine Dragons et sort le nouveau single, Born to Be Yours. En juin 2019, il remixe la reprise par Whitney Houston de Higher Love, titre de Steve Winwood, remix qui fait exploser la scène internationale et réalise 2 500 000 écoutes en 72 heures.

### Troisième album (2020)
Le 23 mars 2020 est annoncé la sortie d'un nouvel album intitulé Golden Hour, 2 ans après son second opus Kids In Love.
Le 17 juillet 2020, Kygo édite un remix du single What's love got to do with it paru en 1984 et chanté par Tina Turner,. Laura Harrier et Charles Michael Davis tiennent les rôles principaux.
Le 18 septembre 2020, Kygo édite un remix du single Hot Stuff paru en 1979 et chanté par Donna Summer. Madelyn Cline et Chase Stokes tiennent les rôles principaux[source secondaire souhaitée].

### Quatrième album (2021-2023)
Le 15 avril 2021, Kygo sort le single Gone Are The Days avec James Gillespie. À cette occasion, il affirme que ce single est un nouveau chapitre de la musique.
Le 11 novembre 2022, Kygo sort son nouvel album surprise Thrill Of The Chase.
Le 31 mars 2023, il publie un remix du titre Say Say Say de Paul McCartney et Michael Jackson.

### Cinquième album (2024-)
Le 19 janvier 2024, Kygo sort le single Whatever avec Ava Max, qui reprend Whenever, Wherever de Shakira.
Le 19 avril 2024, il sort le single For Life avec Zak Abel et Nile Rodgers, qui reprend Lady (Hear Me Tonight) de Modjo. Il annonce également sur les réseaux sociaux une nouvelle tournée, le Kygo World Tour.
Le 30 mai 2024, il annonce un nouvel album, nommé Kygo, pour commémorer ses 10 ans de carrière. L'album ensuite sort le 21 juin.

## Discographie

### Albums studio
| Année               | Titre                                                                        | Meilleure position | Meilleure position | Meilleure position | Meilleure position | Meilleure position | Meilleure position | Meilleure position | Meilleure position | Meilleure position | Meilleure position | Meilleure position | Meilleure position | Meilleure position | Meilleure position | Album                                                                                         |
| Année               | Titre                                                                        | NOR                | ALL                | AUS                | BEL (FL)           | BEL (WAL)          | DAN                | É-U                | FIN                | FRA                | ITA                | P-B                | R-U                | SUÈ                | SUI                | Album                                                                                         |
| ------------------- | ---------------------------------------------------------------------------- | ------------------ | ------------------ | ------------------ | ------------------ | ------------------ | ------------------ | ------------------ | ------------------ | ------------------ | ------------------ | ------------------ | ------------------ | ------------------ | ------------------ | --------------------------------------------------------------------------------------------- |
| Cloud Nine          | - Sortie : 13 mai 2016 - Label : Sony - Formats : CD, téléchargement         | 1                  | 6                  | 13                 | 9                  | 22                 | 9                  | 11                 | 5                  | 10                 | 13                 | 4                  | 3                  | 2                  | 1                  | - SNEP: Platine - IFPI NOR: 9× Platine - BPI: Or - GLF: Platine - NVPI: 2× Platine - RIAA: Or |
| Kids In Love        | - Sortie : 3 novembre 2017 - Label : Columbia - Formats : CD, téléchargement | 3                  | 91                 | 42                 | 68                 | 68                 | —                  | 73                 | 14                 | 55                 | 76                 | 22                 | 35                 | 3                  | 34                 | - BPI: Argent - IFPI SWI: Platine - NVPI: Platine                                             |
| Golden Hour         | - Sortie : 29 mai 2020 - Label : Columbia - Formats : CD, téléchargement     | 1                  | 42                 | 9                  | 29                 | 52                 | 15                 | 18                 | 7                  | 34                 | 30                 | 8                  | 6                  | 6                  | 4                  |                                                                                               |
| Thrill Of The Chase | - Sortie : 11 novembre 2022 - Label : Sony - Formats : CD, téléchargement    | 4                  | —                  | —                  | —                  | —                  | —                  | —                  | —                  | —                  | —                  | —                  | —                  | 27                 | 32                 |                                                                                               |
| Kygo                | - Sortie : 21 juin 2024 - Label : Sony - Formats : CD, téléchargement        | 1                  | 86                 | —                  | 105                | 182                | —                  | 97                 | 33                 | 44                 | 95                 | 49                 | 62                 | 20                 | 7                  |                                                                                               |

### Singles
| Titre                                                                            | Année | Meilleure position | Meilleure position | Meilleure position | Meilleure position | Meilleure position | Meilleure position | Meilleure position | Meilleure position | Meilleure position | Meilleure position | Meilleure position | Meilleure position | Meilleure position | Meilleure position | Album                       |
| Titre                                                                            | Année | NOR                | ALL                | AUS                | BEL (FL)           | BEL (WAL)          | DAN                | É-U                | FIN                | FRA                | ITA                | P-B                | R-U                | SUÈ                | SUI                | Album                       |
| -------------------------------------------------------------------------------- | ----- | ------------------ | ------------------ | ------------------ | ------------------ | ------------------ | ------------------ | ------------------ | ------------------ | ------------------ | ------------------ | ------------------ | ------------------ | ------------------ | ------------------ | --------------------------- |
| Epsilon                                                                          | 2013  | —                  | —                  | —                  | —                  | —                  | —                  | —                  | —                  | —                  | —                  | —                  | —                  | —                  | —                  |                             |
| Cut Your Teeth (avec Kyla La Grange)                                             | 2014  | —                  | —                  | —                  | —                  | —                  | —                  | —                  | —                  | —                  | —                  | —                  | —                  | —                  | —                  |                             |
| Firestone (featuring Conrad)                                                     | 2014  | 1                  | 3                  | 10                 | 4                  | 5                  | 6                  | 92                 | 3                  | 5                  | 19                 | 3                  | 1                  | 2                  | 4                  | Cloud Nine                  |
| ID                                                                               | 2015  | 31                 | —                  | —                  | —                  | —                  | —                  | —                  | —                  | —                  | —                  | 83                 | —                  | —                  | 76                 |                             |
| Stole the Show (featuring Parson James)                                          | 2015  | 1                  | 2                  | 53                 | 7                  | 7                  | 3                  | —                  | 2                  | 1                  | 37                 | 3                  | 24                 | 1                  | 3                  | Cloud Nine                  |
| Nothing Left (featuring Will Heard (en))                                         | 2015  | 1                  | —                  | 69                 | —                  | —                  | 37                 | —                  | 11                 | 55                 | —                  | 81                 | 79                 | 14                 | 26                 | Cloud Nine                  |
| Here for You (featuring Ella Henderson)                                          | 2015  | 9                  | 47                 | 99                 | 50                 | 48                 | 26                 | —                  | —                  | 55                 | —                  | 12                 | 18                 | 16                 | 17                 |                             |
| Stay (featuring Maty Noyes (en))                                                 | 2015  | 2                  | —                  | 67                 | 24                 | 2                  | —                  | —                  | 14                 | 93                 | 27                 | 9                  | 7                  | 11                 | 11                 | Cloud Nine                  |
| Coming Over (avec Dillon Francis featuring James Hersey)                         | 2016  | —                  | —                  | —                  | —                  | —                  | —                  | —                  | —                  | —                  | —                  | —                  | —                  | 93                 | —                  |                             |
| Fragile (featuring Labrinth)                                                     | 2016  | 1                  | 87                 | 69                 | —                  | —                  | —                  | —                  | —                  | —                  | —                  | 78                 | —                  | 55                 | 50                 | Cloud Nine                  |
| Raging (featuring Kodaline)                                                      | 2016  | 2                  | 69                 | 54                 | —                  | —                  | —                  | —                  | —                  | 131                | —                  | 48                 | —                  | 6                  | 24                 | Cloud Nine                  |
| Carry Me (featuring Julia Michaels)                                              | 2016  | 39                 | —                  | 77                 | —                  | 38                 | —                  | —                  | —                  | 97                 | —                  | 81                 | —                  | —                  | —                  | Cloud Nine                  |
| I'm in Love (featuring James Vincent McMorrow)                                   | 2016  | 9                  | —                  | —                  | —                  | —                  | —                  | —                  | —                  | —                  | —                  | —                  | 99                 | 65                 | 39                 | Cloud Nine                  |
| It Ain't Me (avec Selena Gomez)                                                  | 2017  | 1                  | 2                  | 4                  | 4                  | 2                  | 2                  | 10                 | 3                  | 5                  | 8                  | 3                  | 7                  | 2                  | 3                  | Stargazing EP               |
| First Time (avec Ellie Goulding)                                                 | 2017  | 3                  | 28                 | 29                 | —                  | —                  | 18                 | 67                 | 13                 | 34                 | 41                 | 22                 | 34                 | 6                  | 14                 | Stargazing EP               |
| You're the Best Thing About Me (vs. U2)                                          | 2017  | —                  | —                  | —                  | —                  | —                  | —                  | —                  | —                  | —                  | —                  | —                  | —                  | —                  | —                  | Songs of Experience         |
| Stargazing (featuring Justin Jesso)                                              | 2017  | 2                  | 14                 | 40                 | 32                 | 7                  | 31                 | —                  | —                  | 19                 | 72                 | 12                 | 44                 | 8                  | 9                  | Stargazing EP               |
| This Town (featuring Sasha Sloan)                                                | 2017  | 9                  | —                  | —                  | —                  | —                  | —                  | —                  | —                  | —                  | —                  | —                  | —                  | —                  | 99                 | Stargazing EP               |
| Kids in Love (featuring The Night Game & Maja Francis)                           | 2017  | 8                  | 90                 | 94                 | —                  | —                  | —                  | —                  | —                  | —                  | —                  | —                  | 99                 | 19                 | 33                 | Kids In Love                |
| Stranger Things (featuring OneRepublic)                                          | 2017  | —                  | —                  | —                  | —                  | —                  | —                  | —                  | —                  | —                  | —                  | —                  | —                  | 56                 | 48                 | Kids In Love                |
| Remind Me to Forget (featuring Miguel)                                           | 2018  | 2                  | 14                 | 14                 | 8                  | 5                  | —                  | 63                 | —                  | 20                 | 89                 | 18                 | 69                 | 3                  | 2                  | Kids In Love                |
| Born to Be Yours (avec Imagine Dragons)                                          | 2018  | 4                  | 22                 | 18                 | 41                 | 21                 | —                  | 74                 | —                  | 14                 | 44                 | 36                 | 54                 | 4                  | 5                  | Origins                     |
| Happy Now (featuring Sandro Cavazza)                                             | 2018  | 6                  | 54                 | 50                 | 26                 | 13                 | —                  | —                  | 13                 | 87                 | —                  | 24                 | —                  | 3                  | 20                 |                             |
| Think About You (featuring Valerie Broussard)                                    | 2019  | 5                  | —                  | —                  | —                  | —                  | —                  | —                  | —                  | 166                | 26                 | —                  | 82                 | 12                 | 32                 |                             |
| Carry On (avec Rita Ora)                                                         | 2019  | 7                  | 46                 | 43                 | 40                 | —                  | 34                 | —                  | —                  | 71                 | —                  | 17                 | 26                 | 14                 | 28                 |                             |
| Not OK (avec Chelsea Cutler)                                                     | 2019  | 7                  | —                  | 99                 | —                  | —                  | —                  | —                  | —                  | —                  | —                  | —                  | —                  | 27                 | 47                 |                             |
| Kem kan eg ringe (featuring Store P & Lars Vaular (en))                          | 2019  | 3                  | —                  | —                  | —                  | —                  | —                  | —                  | —                  | —                  | —                  | —                  | —                  | —                  | —                  |                             |
| Higher Love (avec Whitney Houston)                                               | 2019  | 2                  | 22                 | 20                 | 4                  | 18                 | 28                 | 63                 | —                  | 26                 | —                  | 9                  | 2                  | 9                  | 10                 | Golden Hour                 |
| Family (avec The Chainsmokers)                                                   | 2019  | 31                 | —                  | —                  | —                  | —                  | —                  | —                  | —                  | —                  | —                  | 65                 | —                  | 60                 | 51                 | World War Joy               |
| Forever Yours (Tribute) (avec Avicii & Sandro Cavazza)                           | 2020  | 5                  | 65                 | —                  | —                  | 49                 | —                  | —                  | —                  | 91                 | —                  | 64                 | —                  | 4                  | 25                 |                             |
| Like It Is (avec Zara Larsson & Tyga)                                            | 2020  | 3                  | 41                 | —                  | 47                 | 32                 | 39                 | —                  | 20                 | 167                | —                  | 55                 | 49                 | 4                  | 9                  | Golden Hour                 |
| I'll Wait (avec Sasha Sloan)                                                     | 2020  | 9                  | 89                 | —                  | —                  | —                  | —                  | —                  | —                  | —                  | —                  | —                  | —                  | 28                 | 21                 | Golden Hour                 |
| Freedom (avec Zak Abel)                                                          | 2020  | 11                 | 90                 | —                  | —                  | —                  | —                  | —                  | —                  | —                  | —                  | —                  | 77                 | 23                 | 25                 | Golden Hour                 |
| Lose Somebody (avec OneRepublic)                                                 | 2020  | 5                  | 45                 | 31                 | 40                 | —                  | —                  | 88                 | —                  | 20                 | —                  | 30                 | 46                 | 12                 | 20                 | Golden Hour                 |
| The Truth (avec Valerie Broussard)                                               | 2020  | 28                 | —                  | —                  | —                  | —                  | —                  | —                  | —                  | 123                | —                  | —                  | —                  | 61                 | 63                 | Golden Hour                 |
| Broken Glass (avec Kim Petras)                                                   | 2020  | 15                 | —                  | —                  | —                  | —                  | —                  | —                  | —                  | —                  | —                  | —                  | —                  | 34                 | 78                 | Golden Hour                 |
| What's Love Got to Do With It (avec Tina Turner)                                 | 2020  | 4                  | 26                 | —                  | 12                 | 6                  | —                  | —                  | —                  | 28                 | —                  | 58                 | 31                 | 7                  | 6                  |                             |
| Hot Stuff (avec Donna Summer)                                                    | 2020  | 23                 | 74                 | —                  | —                  | 7                  | —                  | —                  | —                  | 18                 | —                  | —                  | —                  | 25                 | 27                 |                             |
| Gone Are The Days (avec James Gillespie)                                         | 2021  | 7                  | —                  | —                  | —                  | —                  | —                  | —                  | —                  | —                  | —                  | —                  | —                  | 21                 | 62                 | Thrill Of The Chase         |
| Love Me Now (featuring Zoe Wees)                                                 | 2021  | 5                  | 69                 | —                  | —                  | —                  | —                  | —                  | —                  | —                  | —                  | —                  | —                  | 17                 | 28                 | Thrill Of The Chase         |
| Undeniable (featuring X Ambassadors)                                             | 2021  | 8                  | —                  | —                  | —                  | —                  | —                  | —                  | —                  | —                  | —                  | —                  | —                  | 41                 | 55                 | Thrill Of The Chase         |
| Dancing Feet (featuring DNCE)                                                    | 2022  | 8                  | —                  | —                  | 35                 | 22                 | —                  | —                  | —                  | —                  | —                  | 53                 | —                  | 33                 | 60                 | Thrill Of The Chase         |
| Freeze                                                                           | 2022  | —                  | —                  | —                  | —                  | —                  | —                  | —                  | —                  | —                  | —                  | —                  | —                  | —                  | —                  | Thrill Of The Chase         |
| Never Really Loved Me (avec Dean Lewis)                                          | 2022  | 14                 | —                  | —                  | —                  | —                  | —                  | —                  | —                  | —                  | —                  | —                  | —                  | 16                 | 100                | Thrill Of The Chase         |
| Lost Without You (avec Dean Lewis)                                               | 2022  | —                  | —                  | —                  | 40                 | —                  | —                  | —                  | —                  | —                  | —                  | —                  | —                  | —                  | —                  | Thrill Of The Chase         |
| Woke Up In Love (avec Gryffin & Calum Scott)                                     | 2022  | 26                 | —                  | —                  | 38                 | —                  | —                  | —                  | —                  | —                  | —                  | —                  | —                  | 27                 | 42                 | Thrill Of The Chase / Alive |
| Say Say Say (featuring Paul McCartney & Michael Jackson)                         | 2023  | 16                 | —                  | —                  | —                  | 33                 | —                  | —                  | —                  | 78                 | —                  | —                  | —                  | 41                 | —                  |                             |
| Whatever (avec Ava Max)                                                          | 2024  | 1                  | 15                 | —                  | 20                 | 7                  | 27                 | —                  | 31                 | 27                 | —                  | 19                 | 15                 | 9                  | 15                 | Kygo                        |
| For Life (avec Zak Abel & Nile Rodgers)                                          | 2024  | 24                 | —                  | —                  | 22                 | 28                 | —                  | —                  | —                  | 88                 | —                  | 60                 | 75                 | 27                 | 75                 | Kygo                        |
| Without You (avec Hayla)                                                         | 2024  | —                  | —                  | —                  | —                  | —                  | —                  | —                  | —                  | —                  | —                  | —                  | —                  | —                  | —                  | Kygo                        |
| Stars Will Align (avec Imagine Dragons)                                          | 2024  | 24                 | —                  | —                  | —                  | —                  | —                  | —                  | —                  | —                  | —                  | —                  | 69                 | 47                 | —                  |                             |
| « — » signifie que le single n'est pas sorti ou ne s'est pas classé dans ce pays |       |                    |                    |                    |                    |                    |                    |                    |                    |                    |                    |                    |                    |                    |                    |                             |

### Remixes
- 2011 : Chase and Status featuring Delilah - Time (Kygo Remix)
- 2012 : Eva Simons - I Don't Like You (Kygo Remix)
- 2012 : Lana Del Rey - Born to Die (Kygo Remix)
- 2012 : Owl City & Carly Rae Jepsen - Good Time (Kygo Remix)
- 2013 : Rihanna featuring Mikky Ekko - Stay (Kygo Remix)
- 2013 : James Blake - The Wilhelm Scream (Kygo Remix)
- 2013 : James Blake - Limit to Your Love (Kygo Remix)
- 2013 : Passenger - Let Her Go (Kygo Remix)
- 2013 : Passenger - Caravan (Kygo Remix)
- 2013 : Matt Corby - Brother (Kygo Remix)
- 2013 : Matt Corby - Resolution (Kygo Remix)
- 2013 : Dolly Parton - Jolene (Kygo Remix)
- 2013 : The xx - Angels (Kygo Remix)
- 2013 : Ed Sheeran & Passenger & Macklemore & Ryan Lewis - No Diggity vs. Thrift Shop (Mashup)
- 2013 : Jakubi - Can't Afford It All (Kygo Remix)
- 2013 : Henry Green - Electric Feel (Kygo Remix)
- 2013 : Ellie Goulding - High for This (Kygo Remix)
- 2013 : Marvin Gaye - Sexual Healing (Kygo Remix)
- 2013 : Ed Sheeran - I See Fire (Kygo Remix)
- 2013 : Didrik Thulin - Dancer (Kygo Remix)
- 2014 : Seinabo Sey - Younger (Kygo Remix)
- 2014 : Kyla La Grange - Cut Your Teeth (Kygo Remix)
- 2014 : Syn Cole featuring Madame Buttons - Miami 82 (Kygo Remix)
- 2014 : M83 - Wait (Kygo Remix)
- 2014 : Benjamin Francis Leftwich - Shine (Kygo Remix)
- 2014 : The Weeknd - Often (Kygo Remix)
- 2014 : Coldplay - Midnight (Kygo Remix)
- 2015 : A-ha - Take on Me (Kygo Remix)
- 2015 : Of Monsters and Men - Dirty Paws (Kygo Remix)
- 2016 : The Weeknd featuring Daft Punk - Starboy (Kygo Remix)
- 2017 : Alan Walker featuring Gavin James - Tired (Kygo Remix)
- 2017 : U2 - You're the Best Thing About Me (Kygo Remix)
- 2022 : Coldplay & Selena Gomez - Let Somebody Go (Kygo Remix)
- 2024 : M83 - Wait (Kygo Remix)

## Tournée
- 2014 : Endless Summer Tour
- 2016 : Cloud Nine Tour
- 2018 : Kids in Love Tour
- 2024 : Kygo World Tour